# 27049 Kraus
27049 Kraus este un asteroid din centura principală de asteroizi.

## Descriere
27049 Kraus este un asteroid din centura principală de asteroizi. A fost descoperit pe 18 septembrie 1998 la Goodricke-Pigott de Roy A. Tucker. El prezintă o orbită caracterizată de o semiaxă mare de 2,71 ua, o excentricitate de 0,08 și o înclinație de 31,9° în raport cu ecliptica.